# Colinas Eslovenas

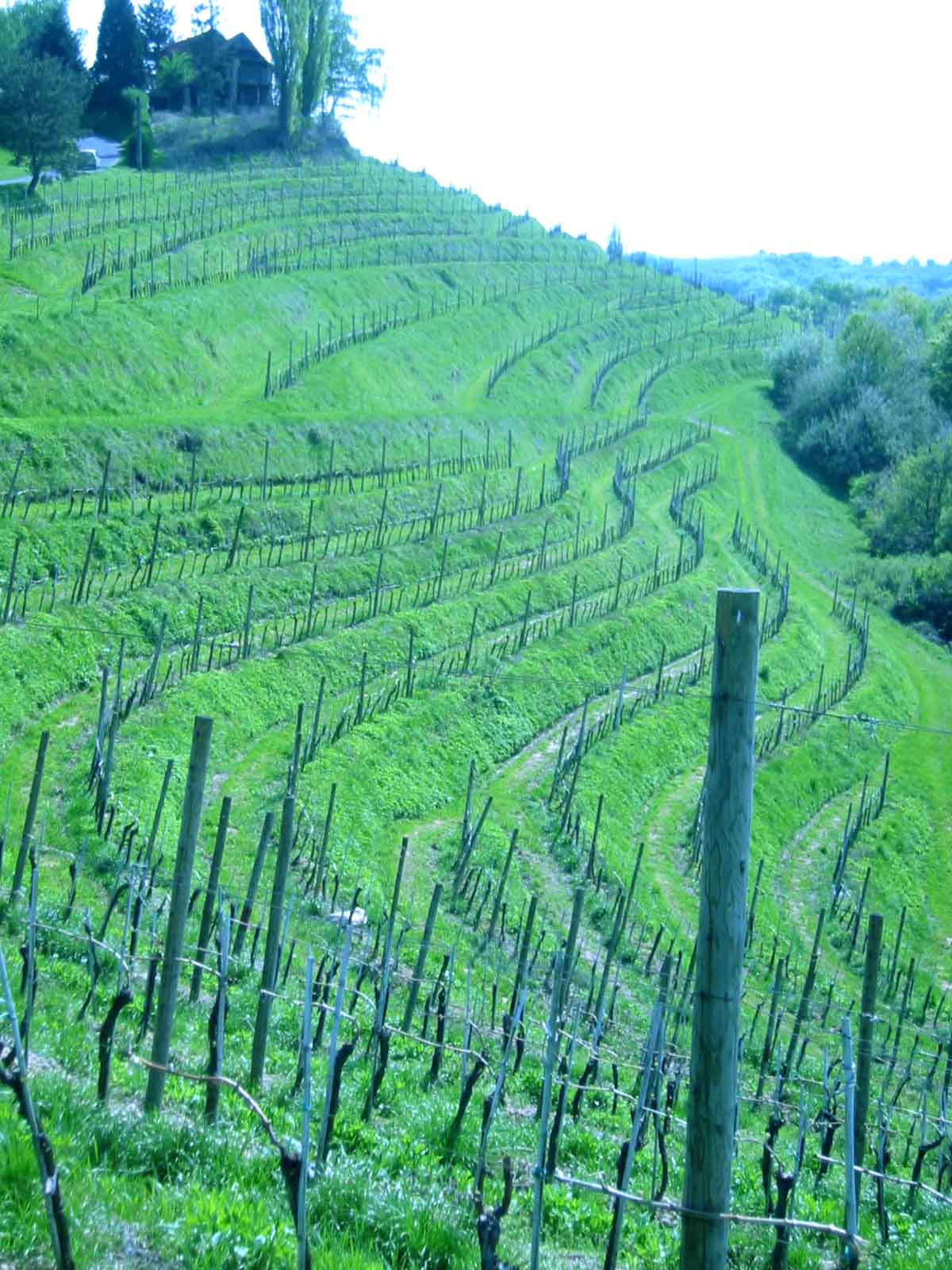
Viñedos en Jeruzalem

Las colinas Eslovenas   ( en esloveno: Slovenske gorice, en alemán: Windische Bühel o Windische Büheln ) es la región montañosa más grande de Eslovenia, una parte más pequeña se encuentra en la provincia austriaca de Estiria. Está situada en el noreste del país y tiene una superficie de 1.017 kilómetros cuadrados. Comprende las colinas Eslovenas Occidentales y las colinas Eslovenas Orientales (también llamadas Prlekija ). La región es conocida por sus viñedos y vinos. La ciudad y el municipio central es Lenart.

## Nombre
El nombre esloveno Slovenske gorice y el nombre alemán Windische Bühel(n) ambos significan "colinas eslovenas"; el adjetivo alemán windisch ' Wendish ' es un nombre tradicional para los eslavos en general y los eslovenos en particular. Las colinas fueron atestiguadas en fuentes históricas en 1123 como Colles (y como Puchelen en 1296 y Pücheln en 1407). Una hipótesis es que el nombre Slovenske gorice se aplicaba originalmente a una zona central más pequeña de la cordillera, entre Mureck y Lenart v Slovenskih Goricah.

## Descripción general
La zona de las colinas Eslovenas está formada por colinas cenozoicas, en su mayoría de menos de 400 metros de altitud, y es uno de los paisajes más individualizados de Eslovenia. Hay una multitud de crestas y colinas bajas atravesadas por numerosos valles fluviales, que se extienden desde el noroeste hacia el sureste de forma casi lineal. Limitan con el río Mura al este, el río Drava al oeste, Croacia al sur y el río Gamlitz de Austria al norte. El clima es un clima continental moderado, con una cantidad de precipitaciones que disminuye y unas temperaturas medias que aumentan desde el oeste hacia el este. También hay pronunciadas diferencias verticales debido a la inversión térmica. La precipitación media anual oscila entre los 900 y los 1.000 milímetros, y la mayor parte cae en el periodo de crecimiento.
En 1991, las colinas Eslovenas contaban con 92.320 habitantes, pero esta cifra está disminuyendo gradualmente. Sólo se han formado asentamientos más grandes a lo largo del arroyo Velka, el arroyo Globovnica y el arroyo James (esloveno: Jakobski potok). En el resto, las granjas están densamente dispuestas en largas franjas a lo largo de las crestas de las colinas.
La región ha sido incluida en la red europea Natura 2000. Es la única región de anidación de la carraca europea ( Coracias garrulus ) en Eslovenia. Allí anidan el pájaro carpintero verde ( Picus viridis ), la abubilla ( Upupa epops ), el colirrojo común ( Phoenicurus phoenicurus ), la tórtola ( Streptopelia turtur ), el alcaudón rojo ( Lanius collurio ) y el escribano cerillo ( Emberiza citrinella) también.